# ترافيس أوت
ترافيس أوت (بالإنجليزية: Travis Ott)‏ هو لاعب كرة قاعدة أمريكي، ولد في 29 يونيو 1995 في شيبنسبورغ في الولايات المتحدة.

## وصلات خارجية
- ترافيس أوت على موقعبيزبول رفرنس.كوم (الدوري الثانوي) (الإنجليزية)